# 金星5A號
金星5A號是一臺與金星4號完全相同的探測器，由於末端節未能將探測器推向金星，只停留在地球軌道，所以又被稱為宇宙167號，從1963年起，蘇聯對在低地球軌道的人造衛星賦予宇宙的稱號。

## 技術諸元
金星5A號探測器高3.5公尺、太陽能電池板可以延伸至4公尺寬，面積有2.5平方公尺金星膠囊運載器攜帶了磁力計、宇宙射線探測計、氫氣與氧氣檢測器、帶電粒子陷阱。在漸漸靠近金星時開始利用自身燃料減速，並利用金星大氣進行剎車，距離金星表面24.96公里時釋放降落傘系統，金星膠囊也開始運作。金星膠囊運載器的最末端有一具液體燃料推進器，可以在金星5A號運行的過程中做修正；金星膠囊釋放了兩枚溫度計、一個氣壓表、無線電高度計、大氣密度計以及11臺氣體分析儀。並透過DM波來操作兩台無線電發射器。新一代的金星膠囊使用新的材料，可以承受攝氏11000度的高溫，比任何早於金星5A號發射的探測器都還要高。由於當是對金星的瞭解甚少，所以金星膠囊僅被加壓到25個大氣壓。另外也考慮了可能浮在水面上的情況，所以膠囊的鎖使用了糖做為原料；降落傘也被設計可以耐攝氏450度的高溫。